# John Ogdon
John Andrew Howard Ogdon (Mansfield Woodhouse, Nottinghamshire, 27 de enero de 1937 — 1 de agosto de 1989) fue un pianista y compositor británico.

## Biografía
Ogdon nació en Mansfield Woodhouse (Nottinghamshire) y asistió a la Manchester Grammar School, antes de estudiar en el «Royal Manchester College of Music» (el predecesor de la «Royal Northern College of Music»), entre 1953 y 1957, donde tuvo como compañeros a Harrison Birtwistle, Alexander Goehr, Elgar Howarth y Peter Maxwell Davies. Juntos formaron New Music Manchester, un grupo dedicado a las representaciones de música serial y otras obras modernas. Su tutor fue Claud Biggs, y comenzó sus primeros estudios de piano con Iso Elinson y después de salir de la universidad, estudió con Gordon Green, Denis Matthews, Dame Myra Hess y Egon Petri —este último en Basilea, Suiza.
Ganó el primer premio en la «London Liszt Competition» en 1961 y consolidó su creciente reputación internacional al ganar otro primer premio en la «Concurso Internacional Chaikovski» en Moscú en 1962, junto con Vladimir Ashkenazy.
John Ogdon era capaz de tocar la mayoría de las obras a primera vista y ha interpretado muchas obras de memoria. Una prueba de su gran talento fue la capacidad de abordar monumentales tareas, como una grabación completa de las obras para piano de Serguéi Rajmáninov. No grabó todas las obras, pero las que hizo vieron la luz en 2001. Grabó las diez Sonatas de Skriabin al inicio de su carrera. Ogdon también fue un destacado intérprete de las obras de Charles Valentin Alkan y Ferruccio Busoni. En su repertorio más familiar, puso de manifiesto su profunda sensibilidad musical, siempre apoyada por una colosal técnica.
Sus propias composiciones suman más de 200 obras e incluyen 4 óperas, 2 grandes obras para orquesta, 3 cantatas, canciones, música de cámara, una cantidad considerable de música para piano solo y 2 conciertos para piano. La mayoría de su música fue compuesta para el piano, incluyendo más de 50 transcripciones de obras de compositores como Stravinsky, Palestrina, Mozart, Satie y Wagner y arreglos de piano de canciones de Cole Porter, Jerome Kern y George Gershwin. También escribió sonatas para violín, flauta y chelo, todas solistas, no acompañadas. Una prevista sinfonía basada en la obra de Herman Melville y una ópera cómica quedaron inconclusas. Los manuscritos originales de muchas de las composiciones de John Ogdon están en la biblioteca del «Royal Northern College of Music».
La salud de Ogdon nunca fue buena y su constitución física no era lo suficientemente fuerte como para soportar la carga de su enorme talento: un gigante apacible, conocido y querido por su bondad y generosidad. En 1973 sufrió una grave enfermedad, que no se diagnosticó nunca plenamente, pero se cree que era esquizofrenia (posiblemente heredada de su padre) o maníaco depresión. Ogdon pasó algún tiempo en el Hospital Maudsley en Londres y, en general, necesitaba unos cuidados médicos que no podía tener al tiempo que viajaba. A pesar de ello, logró mantener su forma pianística con tres horas de práctica al día en un Steinway en el hospital.
En 1983, después de salir del hospital, tocó en la gala de apertura de la Nottingham Royal Concert Hall. En 1988, publicó un set de cinco discos en los que grabó Opus clavicembalisticum de Kaikhosru Shapurji Sorabji, poco antes de morir de neumonía, provocada por una diabetes no diagnosticada .
La BBC hizo una película sobre su vida titulada Virtuoso, basada en la biografía escrita por su esposa y colega, la pianista, Brenda Lucas Ogdon. El papel de John Ogdon fue interpretado por Alfred Molina, que ganó el premio de mejor actor de la «Royal Television Society» por este papel.

## Discografía
Su discografía  puede encontrarse en la página de la John Ogdon Foundation compilada por Michael Glover. A continuación se destacan algunas grabaciones significativas.
- Ferruccio Busoni: Fantasia contrappuntistica, Fantasia nach J. S. Bach, and Toccata. Altarus AIR-CD-9074
- Ferruccio Busoni: Concierto para piano ( Royal Philharmonic Orchestra bajo la dirección de Daniell Revenaugh). EMI Classics 94637246726
- Kaikhosru Sorabji: Opus clavicembalisticum. Altarus AIR-CD9075
- John Ogdon: Legendary British Virtuoso, cofre de 17 CD, EMI Classics (2012)
- John Ogdon: The Complete RCA Album Collection, cofre de 6 CD, RCA Red Seal (2014)
- Aleksandr Skriabin: Sonatas para piano. 2 CD. EMI Classics

- Ludwig van Beethoven:
  - Piano Sonata n.º 32 in C minor, Op. 111
    - Recorded in the BBC studios, London, 5 de noviembre de 1963

  - Concerto for Piano and Orchestra n.º 5 in E♭ major, Op. 73
    - Recorded with the BBC Northern Symphony Orchestra and Jascha Horenstein

  - 32 Variations on an original theme in C minor, WoO 80[10]
- Sir Arthur Bliss
  - Piano Concerto in B-flat, BBC Symphony Orchestra under the composer, 2 de agosto de 1966, concierto de cumpleaños de Bliss
- Johannes Brahms
  - Concerto for Piano and Orchestra n.º 2 in B♭ major, Op. 83
    - Grabado en los estudios BBC, Mánchester, el 16 de septiembre de 1966 con la Orquesta Halle y Sir John Barbirolli
- Percy Grainger
  - Transcription of Lullaby from Tribute to Foster
    - Recorded at the 1966 Aldeburgh Festival

  - Shepherd's Hey
    - Recorded at the 1966 Aldeburgh Festival

  - Zanzibar Boat Song
    - Recorded at the 1966 Aldeburgh Festival con Benjamin Britten y Viola Tunnard
- Alun Hoddinott
  - Sonata n.º 3, Op. 40
    - Recorded at the 23rd Cheltenham Festival
- Franz Liszt
  - Concerto for Piano and Orchestra n.º 1 in E♭ major, S.124
    - Recorded in the Colston Hall, Bristol, 20 de septiembre de 1967

  - Mephisto Waltz n.º 1 (Der Tanz in der Dorfschenke), S.514
    - Recorded in the Queen Elizabeth Hall, London, 24 de abril de 1969

  - Grande Fantaisie de bravoure sur La Clochette (La campanella) de Paganini, S.420
    - Recorded in the BBC studios, London, 20 de enero de 1970

  - Grande Etude S.137, No.11 (1837 version of Etude d'exécution transcendente S.139, n.º 11 Harmonies du soir)
    - Recorded in the BBC studios, London, 20 de enero de 1970
- Tilo Medek
  - "Battaglia alla Turca" for two pianos, from Mozart's Rondo alla Turca
    - Recorded live in London in 1974 con John Lill
- Nikolái Médtner
  - Piano Sonata in C minor, Op. 25, No.1 (Fairy Tale)
    - Recorded in 1971 for the BBC

  - Piano Sonata in E minor, Op. 25, No.2 (Night Wind)
    - Recorded in 1972
- Franz Schubert
  - Piano Sonata in C minor, D.958
    - Recorded in 1972 for the BBC
- Dmitri Shostakovich
  - Piano Sonata n.º 2 in B minor, Op. 61
    - Recorded in 1971 for the BBC
- Igor Stravinsky
  - Sonata for two pianos (1943/1944)
    - Recorded at the 23rd Cheltenham Festival con Brenda Lucas

  - Concerto for two solo pianos (1935)
    - Recorded at the 23rd Cheltenham Festival con Brenda Lucas